# Grzegorz Kotowicz
Grzegorz Kotowicz (n. 6 august 1973, Czechowice-Dziedzice, Voievodatul Silezia, Polonia) este un canoist ce a reprezentat Polonia, medaliat olimpic. A participat la 3 ediții ale Jocurilor Olimpice (1992, 1996, 2000) în care a câștigat două medalii de bronz.